# محوطه خرابان چال
محوطه خرابان چال مربوط به دوران‌های تاریخی پس از اسلام است و در شهرستان آبیک، روستای وندر واقع شده و این اثر در تاریخ ۲۵ اسفند ۱۳۸۰ با شمارهٔ ثبت ۵۴۷۷ به‌عنوان یکی از آثار ملی ایران به ثبت رسیده است.